# Salmo peristericus
Salmo peristericus es una especie de pez de la familia Salmonidae en el orden de los Salmoniformes.

## Hábitat
Vive en zonas de  aguas dulces templadas (42 ° N-40 ° N, 20 ° E-21 ° E).

## Distribución geográfica
Se encuentra en Grecia y Macedonia del Norte.